# Jacob Posch
Jacob Posch (Zuid- en Noord-Schermer, 18 april 1900 – 27 oktober 1980) was een Nederlands liberaal politicus.
Hij was net als zijn vader veehouder maar kreeg een opleiding in de gemeente-administratie. In 1938 werd hij benoemd tot burgemeester van Oterleek wat hij zou blijven tot zijn pensionering in 1965. Vanaf 1946 was hij tevens dijkgraaf van het Hoogheemraadschap van de Uitwaterende Sluizen in Kennemerland en West-Friesland als opvolger van zijn schoonvader. In 1971 werd hij als zodanig opgevolgd door Lo de Ruiter. Posch ontving in 1971 een Zilveren Anjer voor zijn inzet voor het behoud van culturele waarden in Noord-Holland zoals het behoud van de Schermer-molens en het belangstelling wekken voor oude Westfriese dansen en klederdrachten. Hij overleed in 1980 op 80-jarige leeftijd.
Hij heeft in het pand Wittenburg te Stompetoren gewoond dat na zijn dood dienst beeft gedaan als gemeentehuis van de in 1970 ontstane gemeente Schermer.

## Vernoemingen
Naar Posch zijn enkele straten vernoemd:
- In Edam de Dijkgraaf Poschlaan;
- In Stompetoren de Burgemeester J. Poschstraat.